# Pramlintide
Pramlintide (tên thương mại Symlin) là một loại thuốc tương tự amylin tiêm cho bệnh tiểu đường (cả loại 1 và 2), được phát triển bởi Amylin Dược phẩm (hiện là công ty con của AstraZeneca). Pramlintide được bán dưới dạng muối acetate.

## Dược lý
Pramlintide là một chất tương tự amylin, một loại hormone peptide nhỏ được giải phóng vào máu bởi β tế bào của tuyến tụy cùng với insulin sau bữa ăn. Giống như insulin, amylin hoàn toàn không có ở những người mắc bệnh tiểu đường loại I.
Phối hợp với amylin nội sinh, pramlintide hỗ trợ điều hòa đường huyết bằng cách làm chậm quá trình làm rỗng dạ dày, thúc đẩy cảm giác no thông qua các thụ thể hypothalamic (các thụ thể khác với GLP-1) và ức chế sự tiết ra không thích hợp của glucagon, một loại hormone dị hóa và amylin. Pramlintide cũng có tác dụng trong việc tăng ngưỡng đáp ứng insulin giai đoạn đầu cấp tính sau bữa ăn.
Cả việc giảm huyết sắc tố glycate hóa và giảm cân đã được chứng minh ở những bệnh nhân điều trị bằng insulin bị tiểu đường tuýp 2 dùng pramlintide như một liệu pháp bổ trợ.

## Sự chấp thuận
Pramlintide đã được FDA chấp thuận, sử dụng cho bệnh nhân tiểu đường loại 1 và loại 2 sử dụng insulin. Pramlintide cho phép bệnh nhân sử dụng ít insulin hơn, làm giảm lượng đường trong máu trung bình và giảm đáng kể những gì có thể là sự gia tăng không lành mạnh của lượng đường trong máu xảy ra ở bệnh nhân tiểu đường ngay sau khi ăn.
Ngoài các chất tương tự insulin, pramlintide là loại thuốc duy nhất được FDA chấp thuận để hạ đường huyết ở bệnh nhân tiểu đường loại 1 kể từ insulin vào đầu những năm 1920.  

## Thiết kế và cấu trúc
Do amylin tự nhiên ở người rất amyloidogen và có khả năng gây độc, nên chiến lược thiết kế pramlintide là thay thế dư lượng từ chuột amylin, ít amyloidogen mặc dù không hoàn toàn  (nhưng có lẽ sẽ duy trì hoạt động lâm sàng). Dư lượng proline được biết đến là dư lượng phá vỡ cấu trúc, vì vậy chúng được ghép trực tiếp vào trình tự của con người. Mặc dù có tính ổn định cao hơn so với amylin của con người, pramlintide vẫn có thể tổ chức thành vật liệu amyloid.
Trình tự amino acid: 
| Pramlintide  | KCNTATCATQRLANFLV H SSNN F G PI L PP TNVGSNTY-(NH 2 ) |
| Amylin       | KCNTATCATQRLANFLV H SSNN F G AI L SS TNVGSNTY-(NH 2 ) |
| Chuột amylin | KCNTATCATQRLANFLV R SSNN L G PV L PP TNVGSNTY-(NH 2 ) |

Pramlintide là protein (tích điện dương).